# Severí de Septempeda
Severí de Septempeda (Septempeda, actualment San Severino Marche, província de Macerata, ca. 470 - 8 de gener de 550) fou un eremita i bisbe de Septempeda. És venerat com a sant a l'Església catòlica.

## Biografia
Les escasses notícies de la seva vida deriven d'una Vita escrita entre els segles vii-ix amb abundants elements llegendaris. Hauria nascut a Septempeda en una família noble, en acabar el segle v. Amb el seu germà Victorí de Camerino, va renunciar a la vida acomodada: ambdós van repartir les seves riqueses i van retirar-se a fer vida eremítica a unes coves de Montenero, prop de Septempeda; més tard, van anar a una cova prop de Pioraco.
El poble de Septempeda el va escollir com a bisbe a la mort del que tenien, i el nomenament va ésser confirmat pel papa Vigili I (segons una tradició, que es contradiu amb d'altres, també nomenà Victorí com a bisbe de Camerino). Segons la tradició, el nomenament va ésser cap al 500-545.

## Veneració
Hauria mort en llaor de santedat. El seu cos va ésser sebollit a la catedral de la ciutat, amagat per escapar de les invasions godes; se l'hauria retrobat el 590 i portat llavors a l'església que s'havia construït al Monte Nero, on havia estat eremita i al voltant de la qual cresqué la ciutat medieval. Una nova església s'hi construí entre 944 i 1198, actual Catedral Antiga. Novament perdudes, les restes es trobaren el 1576 i foren portades a la cripta. La ciutat va prendre el nom de San Severino.
És festejat el dia 8 de gener i, antigament, el 15 de maig.